# Cnephasitis
Cnephasitis là một chi bướm đêm thuộc họ Tortricidae.

## Các loài
- Cnephasitis apodicta  Diakonoff, 1974
- Cnephasitis dryadarcha  Meyrick, 1912
- Cnephasitis spinata  Liu & Bai, 1986